# Felsritzungen von Reyfad
Die Felsritzungen von Reyfad (auch Reyfadd, irisch Ráth Fada, „langes Fort“) im County Fermanagh in Nordirland liegen an einem Hang etwa 500 m nordwestlich von Boho, über dem dortigen Friedhof hinter der Sacred Heart Church in einem Kalkstein-Aufschluss, (englisch outcrop) bestehend aus sechs Felsblöcken. 
Fünf der Steinoberflächen sind mit Cup-and-Ring-Markierungen verziert. Der größte Stein, der mehr als 3,0 m lang und 2,0 Meter breit ist, ist fast vollständig mit Felsritzungen bedeckt. Entlang dem oberen Ende des Hauptsteins gibt es eine Reihe von Markierungen, die denen vom Wedge  Tomb von Ballyedmonduff ähnlich sind. In der Nähe liegen die „Boho Caves“.